# Nneka
Nneka (anglès: Nneka Egbuna)  (Warri, 24 de desembre de 1980) és una cantant, compositora i actriu nigeriana. Canta en anglès, igbo i pidgin nigerià.
Nneka Lucia Egbuna va néixer i es va criar a Warri, a l'Estat de Delta nigerià, filla de mare alemanya i pare nigerià. És la petita de quatre germans. Quan Nneka tenia dos anys, la seva mare alemanya va abandonar la família. Quan el seu pare es va tornar a casar, la seva nova esposa va torturar i atemorir els fills del primer matrimoni, especialment els dos més joves, Nneka i el seu germà, Anato.
El 1999 es va traslladar a Hamburg, la ciutat natal de la seva mare. Al principi, vivia en una residència per a sol·licitants d'asil prop de l'aeroport. Posteriorment es va traslladar a un habitatge comunal per a joves. Va aprendre alemany i, després d'un any i mig, va completar el batxillerat en una escola d'educació secundària que tenia un curs de graduació per a parlants no nadius d'alemany. Després de graduar-se a l'institut, va estudiar Antropologia i Estudis Africans a la Universitat d'Hamburg, compatibilitzant els estudis amb la música. Més endavant, va començar a actuar a l'escena underground dancehall per a finançar la seva carrera.

## Discografia

### Àlbums
- 2005: Victim of Truth[4]
- 2008: No Longer at Ease[5]
- 2010: Concrete Jungle[6]
- 2012: Soul Is Heavy[7]
- 2015: My Fairy Tales
- 2022: Love Supreme[8]

### Àlbums recopilatoris
- 2009: To and Fro (3 CD)
- 2009: The Madness (Onye-Ala) (amb J.Period)

### EP
- 2005: The Uncomfortable Truth
- 2010: Heartbeat EP (amb Nas)
- 2022: About Guilt